# Distrito de Philippeville
El distrito de Philippeville (en francés, Arrondissement de Philippeville) es uno de los tres distritos administrativos de la Provincia de Namur, Bélgica. A nivel judicial, sus municipios dependen del distrito de Dinant.

## Lista de municipios
- Cerfontaine
- Couvin
- Doische
- Florennes
- Philippeville
- Viroinval
- Walcourt

- Datos: Q93769